# 108-я отдельная разведывательная авиационная эскадрилья
Не следует путать с 108-й отдельной корпусной авиационной эскадрильей
108-я отдельная разведывательная авиационная эскадрилья — воинское подразделение вооружённых сил СССР, которое участвовало в Великой Отечественной войне.

## Наименование
108-я отдельная разведывательная авиационная эскадрилья (20.04.1943 г. – 01.12.1948 г.)
Войсковая часть 74429 (01.12.1948 г. - 26.04.1958 г.)
108-й отдельный гвардейский разведывательный авиационный полк (26.04.1958 г. - 00.00.1960 г.)[1]
[1] В биографии командира полка Саевича Т.А. указан 108-й ограп. К сожалению, такой номер полка ни на сайтах, ни в документах воинских соединений не упоминается.

## История
Сформирована 20 апреля 1943 года на Карельском фронте в составе 7-й воздушной армии.
В составе действующей армии с 20.04.1943 года по 14.11.1944 года (575 дней) и с 17.12.1944 года по 13.01.1945 года (28 дней), всего 603 дня.
Действовала в Карелии и Заполярье в интересах войск Карельского фронта с апреля 1943 года по ноябрь 1944 года. Осуществляла аэрофотосъемку переднего края обороны противника, аэродромов, шоссейных и железных дорог, железнодорожных станций и населенных пунктов, оборонительных сооружений и сосредоточение войск, а также выброску десантов в тыл противника и бомбардировку войск и техники противника на Кандалакшском, Кестеньгском, Мурманском, Ребольском, Свирском и Ухтинском направлениях.
На апрель 1944 года в составе эскадрильи было только три экипажа опытных воздушных разведчиков капитана Кочеткова П.А., лейтенанта Степанищева Я.Т. и лейтенанта Михалева Д.А.
С 21 июня по 09 августа 1944 года брала участие в Свирско-Петрозаводской операции, в том числе с 23 по 27 июня - в Тулоксинской операции, а с 07 по 29 октября 1944 года - в Петсамо-Киркенесской наступательной операции.
На 28.06.1944 года эскадрилья произвела 63 боевых вылетов на Кандалакшском и Мурманском направлении, 27 боевых вылетов - на Свирском оборонительном рубеже.
За период с 15 мая 1943 года по 01 октября 1944 года эскадрилья совершила 406 самолетовылетов на разведку, в том числе 113 – на аэродромы, 90 – на железнодорожные станции и населенные пункты, 142 – на поле боя. Сфотографировано 80000 кв. км территории противника.
С августа по ноябрь 1944 года боевой состав эскадрильи составлял от 6 до 10 самолетов, в основном самолетов-разведчиков Пе-2. Также были – 2 Douglas A-20 Boston (Бостон 3А) и 1 СБ. Тяжелыми для эскадрильи стали сентябрь и ноябрь 1944 года, когда в боевом составе оставалось соответственно 3 и 4 исправных самолетов.
С середины октября до середины декабря 1944 года находилась в Резерве ВГК.
17 декабря 1944 года была включена в состав 261-й штурмовой авиационной дивизии ВВС 14-й Отдельной армии.
По окончании боёв в Заполярье привлекалась к каким-то операциям в декабре 1944 года - январе 1945 года.
С января 1945 года  находилась в составе Беломорского военного округа, впоследствии переименованного в Северный военный округ.
1 декабря 1948 года эскадрилья стала войсковой частью 74429.
В феврале 1952 года вошла в состав 22-й Воздушной армии.
С июня 1952 года базировалась на аэродроме Гирвас. Боевой состав эскадрильи составлял восемь самолетов Пе-2, которые с июня 1953 года стали заменяться самолетами Ил-28Р.
Задачей войсковой части на случай военных действий было обеспечение войсковых соединений в Карелии и на Кольском полуострове разведданными о противнике.
Ежедневно летчики вели учебно-боевую подготовку: летали на учебное фотографирование, воздушную стрельбу по конусу. Из воспоминаний летчика Петренко Дмитрия Антоновича: «В 1957 году я фотографировал не тронутую тайгу площадью около одной тысячи квадратных километров в районе железнодорожной станции Плесецк. Это была самая первая фотосъемка местности для строительства космодрома космических войск СССР. Летали также самолетами-целями на Москву и Ленинград для проверки противовоздушной обороны городов. Периодически вели радиолокационную разведку в западном направлении на глубину до полутора тысяч километров».
В апреле 1958 года на аэродром Гирвас был переброшен отдельный гвардейский разведывательный авиаполк из Читы для переформирования эскадрильи в полк.
В августе 1960 года 108-й отдельный гвардейский разведывательный авиационный полк был расформирован.

## Подчинение
| Дата                              | Фронт (округ)             | Армия                | Корпус | Дивизия                                          | Примечания |
| --------------------------------- | ------------------------- | -------------------- | ------ | ------------------------------------------------ | ---------- |
| 01.05.1943 года                   | Карельский фронт          | 7-я воздушная армия  | -      | -                                                | -          |
| 01.06.1943 года                   | Карельский фронт          | 7-я воздушная армия  | -      | -                                                | -          |
| 01.07.1943 года                   | Карельский фронт          | 7-я воздушная армия  | -      | -                                                | -          |
| 01.08.1943 года                   | Карельский фронт          | 7-я воздушная армия  | -      | -                                                | -          |
| 01.09.1943 года                   | Карельский фронт          | 7-я воздушная армия  | -      | -                                                | -          |
| 01.10.1943 года                   | Карельский фронт          | 7-я воздушная армия  | -      | -                                                | -          |
| 01.11.1943 года                   | Карельский фронт          | 7-я воздушная армия  | -      | -                                                | -          |
| 01.12.1943 года                   | Карельский фронт          | 7-я воздушная армия  | -      | -                                                | -          |
| 01.01.1944 года                   | Карельский фронт          | 7-я воздушная армия  | -      | -                                                | -          |
| 01.02.1944 года                   | Карельский фронт          | 7-я воздушная армия  | -      | -                                                | -          |
| 01.03.1944 года                   | Карельский фронт          | 7-я воздушная армия  | -      | -                                                | -          |
| 01.04.1944 года                   | Карельский фронт          | 7-я воздушная армия  | -      | -                                                | -          |
| 01.05.1944 года                   | Карельский фронт          | 7-я воздушная армия  | -      | -                                                | -          |
| 01.06.1944 года                   | Карельский фронт          | 7-я воздушная армия  | -      | -                                                | -          |
| 01.07.1944 года                   | Карельский фронт          | 7-я воздушная армия  | -      | -                                                | -          |
| 01.08.1944 года                   | Карельский фронт          | 7-я воздушная армия  | -      | -                                                | -          |
| 01.09.1944 года                   | Карельский фронт          | 7-я воздушная армия  | -      | -                                                | -          |
| 01.10.1944 года                   | Карельский фронт          | 7-я воздушная армия  | -      | -                                                | -          |
| 01.11.1944 года                   | Карельский фронт          | 7-я воздушная армия  | -      | 261-я штурмовая авиационная дивизия (с 17.12.44) | -          |
| 01.12.1944 года                   | Резерв Ставки ВГК         | 7-я воздушная армия  | -      | 261-я штурмовая авиационная дивизия              | -          |
| 01.01.1945 года                   | -                         | 14-я отдельная армия | -      | 261-я штурмовая авиационная дивизия              | -          |
| 01.02.1945 года                   | Беломорский военный округ | -                    | -      | 261-я штурмовая авиационная дивизия              | -          |
| 01.03.1945 года                   | Беломорский военный округ | -                    | -      | 261-я штурмовая авиационная дивизия              | -          |
| 01.04.1945 года                   | Беломорский военный округ | -                    | -      | 261-я штурмовая авиационная дивизия              | -          |
| 01.05.1945 года                   | Беломорский военный округ | -                    | -      | 261-я штурмовая авиационная дивизия              | -          |
| 01.06.1945 года - 01.07.1951 года | Беломорский военный округ | -                    | -      | -                                                | -          |
| 01.07.1951 года - 01.02.1952 года | Северный военный округ    | -                    | -      | -                                                | -          |
| 01.02.1952 года - 01.03.1952 года | Северный военный округ    | 22-я Воздушная армия | -      | -                                                | -          |
| 01.03.1952 года - 00.08.1960 года | -                         | 22-я Воздушная армия | -      | -                                                | -          |

## Командиры
- Володин Александр Николаевич, капитан (20.04.1943-20.04.1944)
- Дончук, Василий Иванович, гвардии майор (20.04.1944-21.10.1944)
- Семенов Григорий Семенович, майор (21.10.1944-31.07.1945?), ВрИД
- Петрович Михаил Юльянович, майор (31.07.1945?-01.06.1946?)
- Рябоконь (Михаил Федорович?), капитан (01.06.1946-29.01.1947)
- Постнов (Михаил Дмитриевич?), подполковник (29.01.1947-04.07.1949)
- Сугак, майор (04.07.1949-13.08.1950)
- Козубов Петр Стефанович, ст. лейтенант (13.08.1950-13.01.1952), ВрИД. В периоды: 07.1949-08.1950, 01.1952-06.1955 – зам. командира эскадрильи
- Хохлыкин (Анатолий Михайлович?), гв. капитан, майор (13.01.1952-25.02.1955?)
- Антоненко (Николай Михайлович?), гв. майор, подполковник (25.02.1955?-27.04.1955?)
- Чеботарев Владимир Миронович?, майор (27.04.1955?-03.08.1956?)
- Кузнецов Сергей Петрович, (03.08.1956?-26.04.1958)
- Саевич Тимофей Александрович, полковник (26.04.1958-00.08.1960)

## Воины эскадрильи
| Награда | Ф.И.О.                       | Должность           | Звание        | Дата награждения       | Данные о вылетах | Примечания                                                                                   |
| ------- | ---------------------------- | ------------------- | ------------- | ---------------------- | --- | -------------------------------------------------------------------------------------------- |
|         | Дончук, Василий Иванович     | командир эскадрильи | гвардии майор | 02.11.1944 (посмертно) | 270 боевых вылетов на дальнюю разведку объектов, скоплений живой силы и техники противника, выброску десантов и бомбардировку | погиб 21.10.1944                                                                             |
| ГСС     | Высоцкий Петр Иосифович      | летчик              | майор         | 02.11.44               | 143 боевых вылетов - на разведку и фотографирование объектов, скоплений живой силы и техники противника, бомбардировку        | в 108 ораэ с мая по октябрь 1943 года командир эскадрильи, погиб в авиакатастрофе 12.01.1946 |
| ГСС     | Саевич Тимофей Александрович | командир полка      | полковник     | 23.02.1945             | 186 боевых вылетов, из них 157 - на разведку и фотографирование объектов, скоплений живой силы и техники противника           |                                                                                              |

## Потери
Во время войны эскадрилья потеряла 13 человек. Не вернулись с боевых заданий 11 человек: 4 летчика, в т. ч. командир эскадрильи и командир звена, 3 штурмана, в т. ч. штурман эскадрильи, 3 воздушных стрелка-радиста и начальник связи. Один командир звена пропал без вести, один командир звена – утонул, провалившись под лед.
В послевоенное время в 3-х авиакатастрофах в 1957, 1959 и 1960 годах погибло 10 человек: 3 летчика, 4 штурмана, в т. ч. штурман эскадрильи, 3 воздушных стрелка-радиста.

## Благодарности
Приказом ВГК № 114 от 24 июня 1944 года за форсирование реки Свирь.
Приказом ВГК № 197 от 15 октября 1944 года за овладение городом Петсамо (Печенга).
Приказом ВГК № 202 от 23 октября 1944 года за освобождение района Никель, Ахмалахти, Сальмиярви.
Приказом ВГК № 205 от 25 октября 1944 года за овладение городом Киркенес.
Приказом ВГК № 208 от 1 ноября 1944 года за освобождение Печенгской области.

## Участники Парада Победы
В составе эскадрильи служили 6 участников Парада Победы 24 июня 1945 года. В 3-м сводном батальоне Карельского фронта от 108-й ораэ участвовали штурман экипажа ст. лейтенант Забелкин Василий Ильич и командир экипажа ст. лейтенант Сомов Алексей Анисимович. Вместе с ними в этом батальоне по Красной площади прошли командир звена мл. лейтенант Козубов Петр Стефанович из 668-го штурмового авиационного полка и летчики мл. лейтенант Чиж Анатолий Ильич, мл. лейтенант Новосельцев Михаил Григорьевич, ст. летчик ст. лейтенант Чеботарев Владимир Миронович из 694-го штурмового авиационного полка, которые были переведены в эскадрилью в 1946 году.

## Базирование
| Период времени                   | Место базирования    |
| 20.04.1943-10.05.1944            | аэр. Африканда       |
| 10.05.1944-?                     | аэр. Монихино        |
| ?-?                              | аэр. Лодейное Поле   |
| ?-10.08.1944                     | аэр. Видлица         |
| 10.08.1944-30.08.1944            | аэр. Сопуха          |
| 30.08.1944-05.09.1944            | аэр. Беломорск       |
| 20.11-30.11.1944                 | аэр. Шонгуй (1 Пе-2) |
| 05.09.1944-30.11.1944-18.03.1946 | аэр. Африканда       |
| 18.03.1946-20.05.1947            | аэр. Беломорск       |
| 20.05.1947-19.06.1952            | аэр. Бесовец         |
| 19.06.1952-00.08.1960            | аэр. Гирвас          |

## Вооружение
Самолёт-разведчик Douglas A-20 Havoc / DB-7А – англ. обозначение Boston Мк ІІІ (Дуглас А-20 Хэвок / ДБ-7А - англ. обозначение Бостон Мк ІІІ). (В Журнале боевых действий 7-й воздушной армии обозначался как Бостон Б-3А): апрель 1943 – май 1945
Самолет-разведчик Пе-2: апрель 1943 (март 1944) – июнь 1953
Самолет-разведчик Ил-28Р: июнь 1953 – август 1960